# Diga di Teton
La diga di Teton era una diga sul fiume Teton nello stato dell'Idaho (Stati Uniti), completata nel novembre del 1975. A causa di fenomeni di erosione sotterranea, il 5 giugno 1976 si ebbe il collasso della diga e la conseguente morte di 11 persone. La diga non è più stata ricostruita.